# Importanza di una zucca
Importanza di una zucca (The Custody of the Pumpkin) è un racconto dello scrittore inglese P. G. Wodehouse, pubblicato per la prima volta in volume nel 1936 nella raccolta di racconti Il castello di Blandings.

## Storia editoriale
Il racconto è stato pubblicato per la prima volta negli Stati Uniti nel numero del 29 novembre 1924 della rivista Saturday Evening Post; nel mese successivo è stato pubblicato nel Regno Unito, nel numero di dicembre 1924 del mensile The Strand Magazine, prima di essere raccolto nel volume dal titolo Blandings Castle pubblicato negli USA nel 1935. 
Come gli altri racconti della raccolta Il castello di Blandings, Importanza di una zucca fu tradotta due volte in lingua italiana e pubblicata in volume più volte ad opera di quattro editori: negli anni trenta nella traduzione di Giulia Brugiotti e dagli anni ottanta nella traduzione di Luigi Brioschi.
Nel 1936 i racconti di Blandings Castle, con l'aggiunta di altri sei, furono pubblicati anche nel Regno Unito nella raccolta intitolata Blandings Castle and elsewhere. In quest'ultima versione, il racconto "Importanza di una zucca" venne modificato; vennero inseriti, per esempio, gli elogi che Mr Donaldson faceva al New Deal di Roosevelt.

## Trama
Lord Emsworth ha visto il figlio minore Freddie Threepwood baciare una ragazza nel boschetto del castello di Blandings. Infuriato, chiede spiegazioni al giovane, il quale gli risponde che la ragazza si chiama Aggie ed è cugina di Angus McAllister, il giardiniere capo del castello Blandings. Lord Emsworth chiede a McAllister di mandar via la ragazza; ma il testardo giardiniere scozzese («un uomo che non aveva dimenticato Bannockburn, un uomo conscio di appartenere al paese di William Wallace e Robert Bruce») rifiuta e si dimette.
Dopo che McAllister se ne è andato, Lord Emsworth si rende conto che Robert Barker, il giardiniere in seconda, non è all'altezza del compito di preparare una zucca, detta «la Speranza di Blandings», per la competizione alla prossima Fiera di Shrewsbury; Lord Emsworth parte quindi per Londra per trovare il vecchio giardiniere e convincerlo a tornare a Blandings. Nella capitale, nei pressi del Club dei Conservatori, dove si era recato a pranzo, Lord Emsworth si imbatte in Freddie, il quale gli porge un biglietto prima di andarsene in fretta. Lord Emsworth apprende dal biglietto che quella mattina Freddie ha sposato Aggie.
Lord Emsworth è preoccupato perché sa che Freddie non ha le risorse necessarie a mantenere una famiglia. La vista dei Kensington Gardens, nei quali si ritrova dopo aver girovagato per la città, è in grado di distrarre il lord dalle preoccupazioni. Il distratto Lord Emsworth coglie alcuni tulipani da un'aiuola suscitando l'intervento di un agente di polizia che ha osservato la scena. Lord Emsworth si scusa e, privo di documenti, declina le sue generalità; ma l'abbigliamento dimesso del lord fa sì che l'agente non creda di essere in presenza di un aristocratico. Lord Emsworth sta per essere condotto in prigione quando Angus McAllister, il quale si trovava anch'egli a Kensington e ha osservato la scena, conferma l'identità di Emsworth. McAllister è in compagnia di un distinto signore dall'aspetto di antico romano, il quale si scopre essere Mr Donaldson, consuocero di Lord Emsworth perché padre di Angie. Lord Emsworth, appreso che Mr Donaldson è un uomo ricco, e che è in grado di assumere Freddie, è felice e dà la sua benedizione alle nozze. Emsworth scongiura McAllister di tornare a Blandings con lo stipendio raddoppiato; qualche settimana dopo la gigantesca Speranza di Blandings vince il primo premio nella competizione della Fiera agricola di Shrewsbury.

## Personaggi
(in ordine di apparizione)
Angus McAllistercapo giardiniere scozzese di Lord Emsworth
Freddie Threepwoodfiglio cadetto di Lord Emsworth, 26 anni, si fidanza e poi sposa Aggie Donaldson
Clarence, Nono Conte di Emsworthpadre di Freddie Threepwood; proprietario del castello di Blandings; molto distratto; membro del Senior Conservative Club di Londra; ama i fiori ed è quasi sempre in giro per il giardino della sua casa. Ama le competizioni; in questo racconto gareggia come produttore della più grande zucca alla Fiera agricola di Shrewsbury; in seguito la passione per le zucche si trasformerà in passione per le scrofe
Beachmaggiordomo a Blandings
Niagara Donaldson (Aggie)ricca e giovane ereditiera americana, sposerà Freddie Threepwood
Sir Gregory Parsloe-Parsloeil rivale di Lord Emsworth nella gara delle zucche; diventerà rivale anche nelle successive gare per la più grassa scrofa. In questo racconto Sir Gregory si comporta da gentiluomo anche nella sconfitta («Vi era tuttavia del buono, in Sir Gregory. Era un signore, e uno sportivo. Nella tradizione dei Parsloe non c'era nulla di meschino. A metà della tenda si fermò, e con un gesto rapido, energico tese la mano»)
Speranza di Blandings (Blandings Hope)zucca di Lord Emsworth
Robert Barkergiardiniere in seconda di Lord Emsworth
Mr. Donaldsonmilionario americano, possiede una fabbrica di biscotti per cani, cugino di Angus McAllister, padre di Aggie e quindi suocero di Freddie

## Edizioni
In lingua originale
- (EN) The Custody of the Pumpkin, in Blandings Castle, 1ª ed., New York, Doubleday, Doran & Co, 1935.
- (EN) The Custody of the Pumpkin, in Blandings Castle and Elsewhere, 1ª ed., London, Herbert Jenkins, 1936.
- (EN) The Custody of the Pumpkin, in Blandings Castle and Elsewhere, London, Penguin books, 1975,  pp. 3-26, ISBN 014000985X.
- (EN) The Custody of the Pumpkin, in Blandings Castle and Elsewhere, collana Coll. The Everyman Wodehouse, London, Everyman, 2002, ISBN 9781841591193.

Traduzioni in italiano
- Importanza di una zucca, in Il castello di Blandings: romanzo umoristico inglese, traduzione di Giulia Brugiotti, Milano, Bietti, 1936.
- Importanza di una zucca, in Il castello di Blandings, collana Coll. BUR ; 481, traduzione di Luigi Brioschi, Milano, Biblioteca universale Rizzoli, 1984,  pp. 13-37, ISBN 88-17-12481-8.
- Importanza di una zucca, in Il castello di Blandings, collana Coll. Narratori della fenice, traduzione di Luigi Brioschi, Parma, U. Guanda, 1992, ISBN 88-7746-601-4.
- Importanza di una zucca, in Il castello di Blandings, collana Coll. TEAdue ; 315, traduzione di Luigi Brioschi, Milano, TEA, 1995, ISBN 88-7819-876-5.